# Thor Freudenthal
Thor Freudenthal (Berlino, 20 ottobre 1972) è un regista e sceneggiatore tedesco, attivo principalmente a Hollywood.

## Biografia
Thor Freudenthal è nato e cresciuto a Berlino, nell'allora Germania Ovest, dove ha frequentato l'Universität der Künste, per poi trasferirsi in California e continuare gli studi nella California Institute of the Arts. All'inizio degli anni novanta Freudenthal inizia la sua carriera dirigendo alcuni cortometraggi animati come Monkey Business, The Tenor e Mind the Gap.
Nel 1999 Freudenthal lavora per la Sony Pictures Imageworks come sviluppatore degli effetti visivi per il film d'animazione Stuart Little - Un topolino in gamba e per il suo seguito, Stuart Little 2. Nel 2003 Freudenthal è il regista della seconda unità del film della Disney La casa dei fantasmi. Nel 2005 dirigerà il suo primo corto in live action, Motel, del quale curerà anche la sceneggiatura.
Nel 2009 Thor Freudenthal dirige il suo primo lungometraggio, Hotel Bau, esperienza che ripeterà l'anno seguente con l'adattamento cinematografico del romanzo illustrato di Jeff Kinney Diario di una schiappa. Nel 2013 dirige il secondo capitolo della saga di Percy Jackson e gli dei dell'Olimpo, Percy Jackson e gli dei dell'Olimpo - Il mare dei mostri, tratto dai romanzi di Rick Riordan e preceduto dal film di Chris Columbus Percy Jackson e gli dei dell'Olimpo - Il ladro di fulmini.
Nel 2019 dirige i primi episodi della serie Carnival Row.

## Filmografia

### Cinema
- Hotel Bau (Hotel for Dogs) (2009)
- Diario di una schiappa (Diary of a Wimpy Kid) (2010)
- Percy Jackson e gli dei dell'Olimpo - Il mare dei mostri (Percy Jackson: Sea of Monsters) (2013)
- Quello che tu non vedi (Words on Bathroom Walls) (2020)

### Televisione
- Arrow – serie TV, 4 episodi (2014)
- The Flash – serie TV, 1 episodio (2015)
- Supergirl – serie TV, 1 episodio (2015)
- Legends of Tomorrow – serie TV, 1 episodio (2016)
- The Expanse – serie TV, 3 episodi (2017)
- The Tick – serie TV, 2 episodi (2018)
- Carnival Row – serie TV, 5 episodi (2019-2023)